# دهه ۷۱۰ (میلادی)

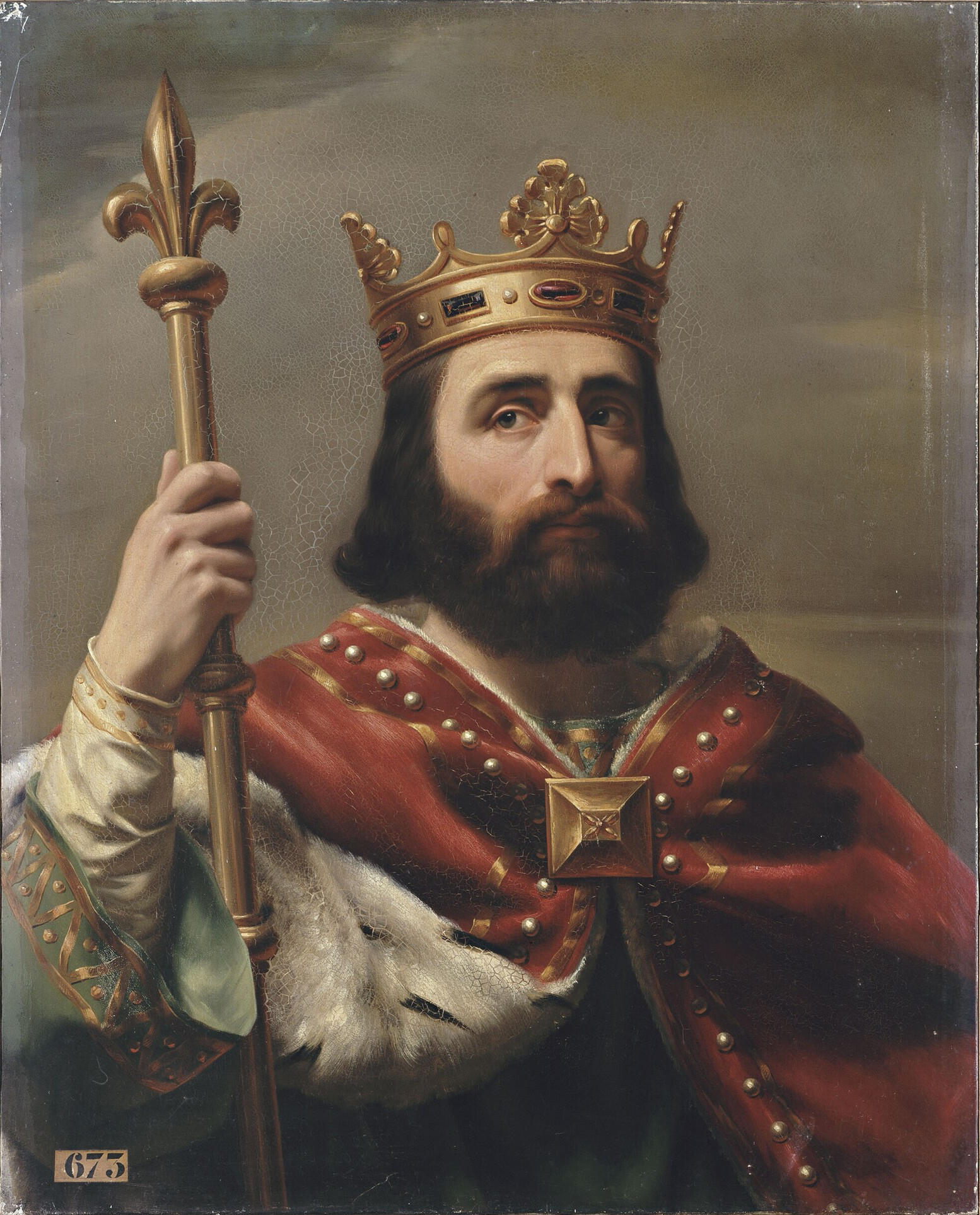
این نقاشی متعلق به پرتره‌های پادشاهان فرانسه است، مجموعه‌ای از پرتره‌ها که بین سال‌های 1837 و 1838 توسط لویی فیلیپ اول سفارش داده شد و توسط هنرمندان مختلف برای موزه تاریخی ورسای کشیده شد.

دهه ۷۱۰ (میلادی) دهه هفتادم تقویم میلادی است.

## درگذشتگان
‎